# Érdes nagyfejűgéb
Az érdes nagyfejűgéb (Benthophilus granulosus) a sugarasúszójú halak (Actinopterygii) osztályának sügéralakúak (Perciformes) rendjébe, ezen belül a gébfélék (Gobiidae) családjába és a Benthophilinae alcsaládjába tartozó faj.

## Előfordulása
Az érdes nagyfejűgéb a Kaszpi-tenger parti vizeiben és a Volga alsó folyásánál található meg.

## Megjelenése
A hal testhossza 3-4 centiméter, legfeljebb 5,6 centiméter. Az alsó állkapcsán, egy rövid, a bajuszszálhoz hasonló bőrlebeny van. Fejét és testét sűrűn borítják az apró csontos kinövések, bütykök. Orrán és hastájékán, a fiataloknál a fej alsó részén is, rövid tüskék ülnek. Az érdes nagyfejűgéb színezete élőhelyétől függően változó, azonban mindegyik hal hátán és oldalán 3 sötét folt látható. Fején és hátán, néha az úszók tövén is sötét pettyek vannak.

## Életmódja
Az érdes nagyfejűgéb egyaránt megél a sós-, édes- és brakkvízben is. Nyáron a sekélyebb vizek fenekén tartózkodik, télen pedig mélyebbre húzódik, akár 60-70 méter mélyre is. Tápláléka férgekből, puhatestűekből és rákokból tevődik össze.

## Szaporodása
Életének első tele után már ivarérett.